# کورینت، شهرستان ساوتهمپتون، ویرجینیا
کورینت (به انگلیسی: Corinth) یک منطقهٔ مسکونی در ایالات متحده آمریکا است که در شهرستان ساوت‌همپتون، ویرجینیا واقع شده‌است. کورینت  ۲۵٫۹۱ متر بالاتر از سطح دریا واقع شده‌است.